# Burjakove peči
Burjakove peči (tudi Burjakova stena) je plezališče, ki se nahaja v alpski dolini Topla, pod južnim ostenjem Pece v bližini Črne na Koroškem. V steni je okrog 68 plezalskih smeri, katerih ocene se gibljejo med 3 in 8c, njihova dolžina pa med 6 ter 55 metri.